# Svartmaskad bergtangara
Svartmaskad bergtangara (Tephrophilus wetmorei) är en fåtalig sydamerikansk fågel i familjen tangaror inom ordningen tättingar. Den förekommer i höga bergstrakter nära trädgränsen i Anderna från sydvästra Colombia till nordvästra Peru. Tidigare fördes den till släktet Buthraupis, men urskiljs numera oftast som egen art i släktet Tephrophilus. Arten minskar i antal och har ett litet världsbestånd. Den anses därför vara hotad, av IUCN placerad i hotkategorin sårbar.

## Utseende och läte
Svartmaskad bergtangara är en 20,5 cm gulaktig tangara som är rätt slö i rörelserna. Den är olivgul på hjässa och nacke och gul på pannan, liksom i en ram runt det svartaktiga ansiktet. Ovansidan är olivgrön, övergumpen gul och på täckarna syns blå kanter som ger blå skuldror och ett blått vingband. På undersidan syns lätt svartfläckade flanker. Lätet beskrivs som ljust, metalliskt och monotont, levererat två gånger i sekunden.

## Utbredning och systematik
Svartmaskad bergtangara förekommer i Anderna från sydvästra Colombia till nordvästra Peru. Den behandlas som monotypisk, det vill säga att den inte delas in i några underarter.

### Släktestillhörighet
Svartmaskad bergtangara beskrevs vetenskapligt 1934 av den amerikanska ornitologen Robert Thomas Moore som placerade den i det egna släktet Tephrophilus. Senare och fram tills alldeles nyligen inkluderades den i släktet Buthraupis, och vissa gör det fortfarande. Genetiska studier från 2014 fann dock att Buthraupis var polyfyletiskt, och de flesta taxonomiska auktoriteter har efter det återfört den till Tephrophilus.

## Levnadssätt
Svartmaskad bergtangara hittas vanligen i par eller smågrupper högt uppe i bergstrakter nära trädgränsen, i mycket fuktig elfinskog, spridda buskage, bambu, jättegräs och i täta snår på mellan 2 900 och 3 600 meters höjd.

## Status och hot
Svartmaskad bergtangara är en fåtalig fågel med en uppskattad värdspopulation på endast mellan 1 500 och 7 000 vuxna individer. Den tros också minska i antal på grund av habitatförlust. Internationella naturvårdsunionen IUCN kategoriserar därför arten som sårbar.

## Namn
Artens vetenskapliga artnamn hedrar den amerikanske ornitologen Alexander Wetmore (1886-1978). Det vetenskapliga släktesnamnet Tephrophilus betyder "askälskande", syftande på att typexemplaret hittades i en vulkan. På svenska har den även kallats svarthalsad bergstangara.